# Герцинская складчатость

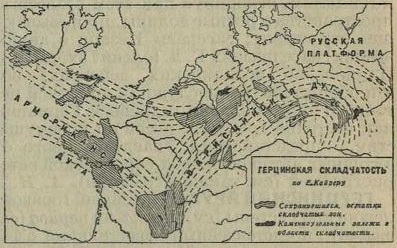
В Европе Герцинская складчатость выразилась в образовании двух громадных горных систем — армориканской и варискийской, протянувшихся через нынешнюю Среднюю Европу в виде дуг, обращенных выпуклостью к северу и сходящихся под острым углом в Центральном плато Франции.

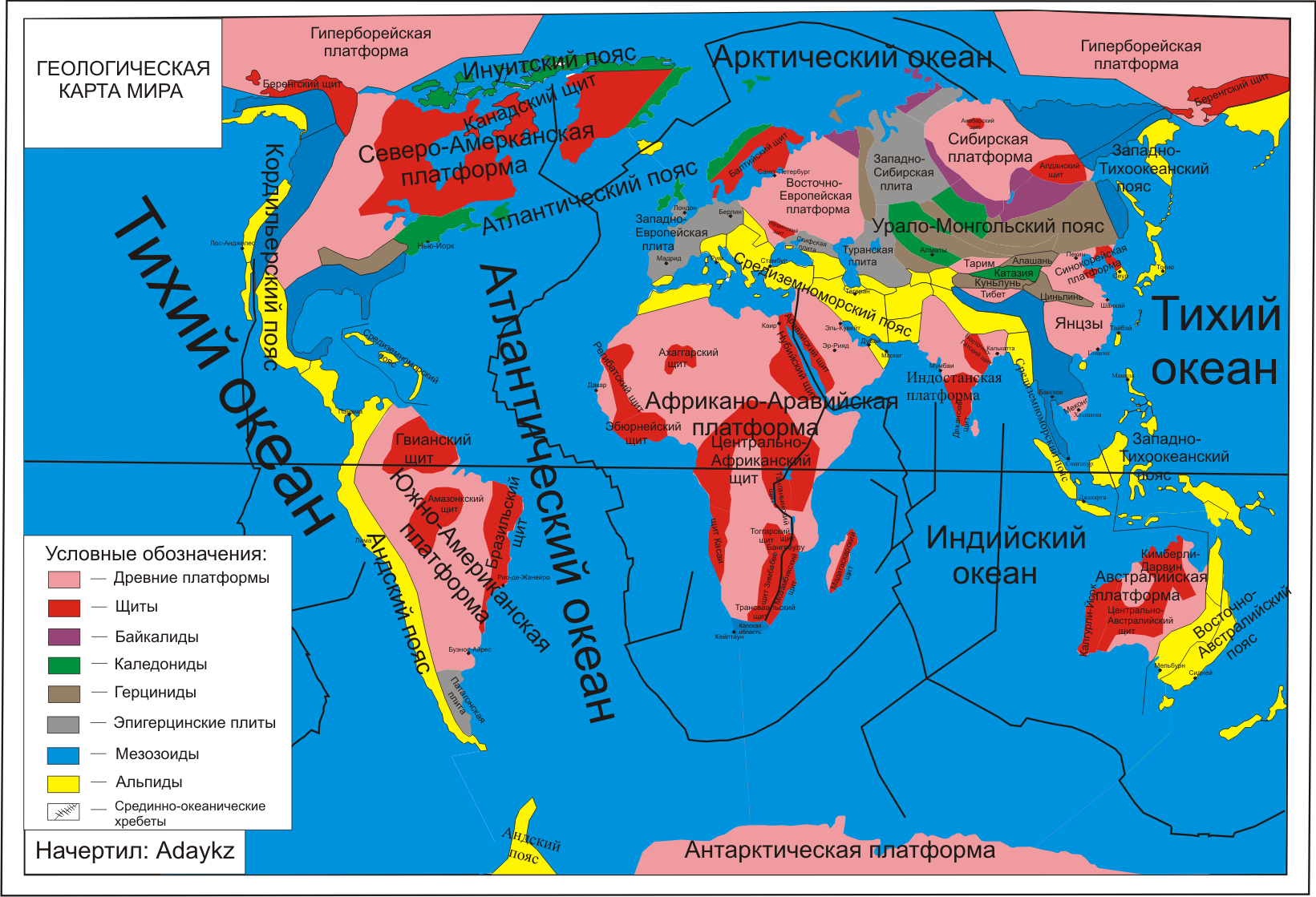
Складчатые пояса на карте мира.

Герцинская складчатость (по названию горной группы Центральной Европы, известной у древних римлян как Герцинский Лес — лат. Hercynia Silva, Saltus Hercynius), варисцийская (варисская) складчатость (по древнему римскому названию областей Саксонии, Тюрингии и Баварии — лат. Cur Variscorum), — эра тектогенеза (конец девона — начало триаса), проявившаяся в палеозойских геосинклиналях; завершилась возникновением складчатых горных систем — герцинид (варисцид)
В другом источнике указано что Герцинская складчатость — геологический термин, под которым разумеют целый ряд мощных горообразовательных движений, проявившихся в конце палеозойской эры, именно в течение каменноугольного и пермского периодов. Геосинклинальные системы, испытавшие герцинскую складчатость, возникли в раннем — начале среднего палеозоя в основном на более древнем байкальском основании и были выполнены мощными толщами морских осадочных и вулканических горных пород. Следует помнить, что теория геосинклиналей устарела в 60-е годы прошлого века.

## Эпохи герцинской складчатости
Первая эпоха герцинской складчатости (или последняя — каледонской) — акадская (середина девона) проявилась в Аппалачах, Канадском Арктическом архипелаге, Андах, центральных частях палеозойской геосинклинали Западной Европы, Центральной Азии (Куньлунь) и Восточной Австралии.
Следующая эпоха (фаза) — бретонская (конец девона — начало карбона) наиболее интенсивно проявилась в центрально-европейской зоне поднятий, а также в Иберийской и Марокканской Месетах. Главная эпоха (фаза) герцинской складчатости — судетская (конец раннего — начало среднего карбона) играла основную роль в создании складчатой структуры европейской герцинидских и преобразовании палеозойских геосинклиналей в складчатые горные сооружения.
Отложения среднего карбона (вестфала) смяты в складки движениями так называемой астурийской эпохи (фазы) складчатости, а верхнего карбона (стефана) и низов перми — заальской. С середины ранней или с поздней перми на большей части областей (Центральная и Западная Европа), охваченных герцинской складчатостью, установился платформенный режим, в то время как в Южной Европе ещё продолжались, а в Восточной Европе, на Урале и в Донецком кряже только начались процессы складчатости и горообразования. Для Донбасса, Предкавказья, Урала, Аппалачей главная эпоха складчатости относится к концу карбона — началу перми. В Карпато-Балканской области, на Большом Кавказе, Алтае и в Монголо-Охотской системе горообразование началось в конце раннего карбона, орогенный период охватил весь поздний палеозой и начало триаса.
Герцинское горообразование распространилось и на области Каледонской складчатости Северо-Западной Европы, западной части Центрального Казахстана, восточной части Алтайско-Саянской области, Северной Монголии и Северного Забайкалья.

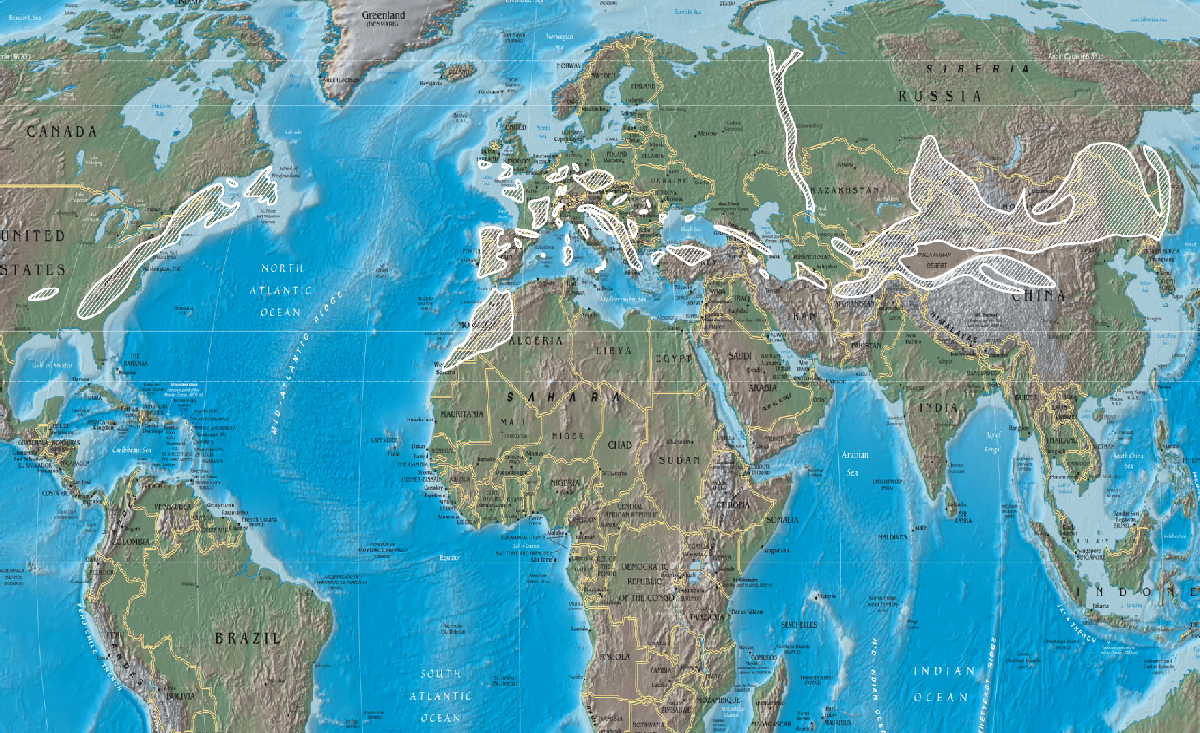
Распределение орогенитов с возрастом, сходным с возрастом Вариского орогенита (заштриховано)

## Полезные ископаемые
Подводный вулканизм эпохи геосинклинальных погружений, предшествующий герцинскому горообразованию, сопровождался формированием колчеданных месторождений меди, свинца, цинка на Северном Кавказе, Урале, Алтае и других, а со становлением основных и ультраосновных интрузий было связано образование промышленных концентраций платины, хромитов, титаномагнетитов, асбеста на Урале и в других областях.
Гранитообразование в орогенный период герцинского цикла способствовало образованию месторождений руд свинца, цинка, меди, олова, вольфрама, золота, серебра, урана в Европе, Азии (Тянь-Шань и другие), восточной Австралии. С передовыми и межгорными прогибами герцинид связаны крупные каменноугольные бассейны (в СССР — Донецкий, Печорский, Кузнецкий; за рубежом — Рурский, Саарско-Лотарингский, Верхнесилезский, Южный Уэльс, Валансьен-Льежский, Аппалачский), а также бассейны каменных и калийных солей (Предуральский прогиб).